# Associatie van echte koekoeksbloem en gevleugeld hertshooi
De associatie van echte koekoeksbloem en gevleugeld hertshooi (Lychnido-Hypericetum tetrapteri) is een associatie uit het dotterbloem-verbond (Calthion palustris). Het is een zeer bloemrijke plantengemeenschap van hooilanden op veenbodem in Nederland, België en Groot-Brittannië.

## Naamgeving en codering
- Syntaxoncode voor Nederland (rVvN): r16Ab02
- BWK-karteringscode: hc
- Natura2000-habitattypecode (EU-code): H7140B
- Corine biotope: 37.21 Atlantic and sub-Atlantic humid meadows
- Eunis Habitat Types: E3.41 Atlantic and sub-Atlantic humid meadows

De wetenschappelijke naam Lychnido-Hypericetum tetrapteri is afgeleid van de botanische namen van twee opvallende soorten voor de associatie, de echte koekoeksbloem (Silene flos-cuculi, synoniem Lychnis flos-cuculi)) en het gevleugeld hertshooi (Hypericum tetrapterum).

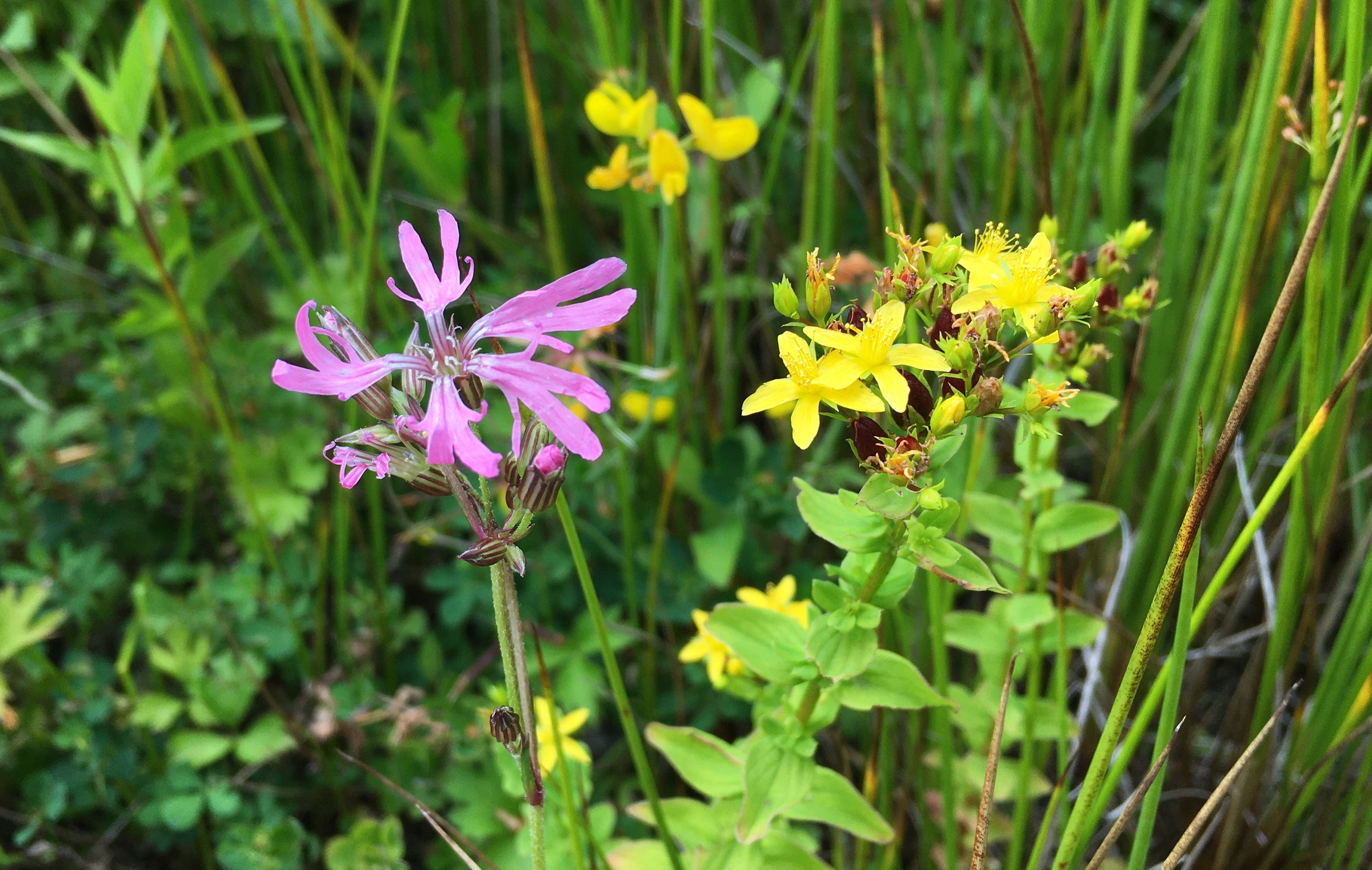
Een close-up met de beide naamgevende soorten in bloei; links echte koekoeksbloem en rechts gevleugeld hertshooi.

## Fysiognomie
Vegetatie van de associatie van echte koekoeksbloem en gevleugeld hertshooi zijn meestal soortenrijk en bloemrijk. De kruidlaag kan hoog opschieten en het uitzicht van een rietland verkrijgen. Verder omvat ze een combinatie van typische graslandsoorten als echte koekoeksbloem en gestreepte witbol, en meer moerasgebonden soorten als watermunt en moeraswalstro
De boom- en struiklaag zijn afwezig. Een moslaag is dikwijls goed ontwikkeld, met dominantie van slaapmossen als gewoon dikkopmos en gewoon puntmos.

## Ecologie
Deze plantengemeenschap komt vooral voor op natte, oligotrofe, zoete tot licht brakke zwak zure veenbodem met kleilagen in de ondergrond.
Meestal gaat het over onbemeste of licht bemeste hooilanden, verlande venen, kreekranden, en oude kleiputten, die ten hoogste eenmaal per jaar gemaaid worden.

## Verspreiding
Het verspreidingsgebied van de associatie van echte koekoeksbloem en gevleugeld hertshooi is beperkt tot Nederland, België en Groot-Brittannië.
In Nederland vindt men ze vooral in het laagveengebied, aan de rand van kreken in Zuidwest-Nederland, en in het rivierengebied.
In Vlaanderen komen nog exemplaren van deze gemeenschap voor aan de kust, op de duin-polder-overgang, en in de Oude Landen in Ekeren.

## Diagnostische taxa voor Nederland en Vlaanderen
Deze associatie heeft de rietorchis en het gevleugeld hertshooi als kensoorten, met de naamgevende echte koekoeksbloem als meest voorkomende kensoort uit het hogerliggende verbond, meestal in combinatie met andere verbonds-, orde- en klassekensoorten. In Vlaanderen wordt paddenrus beschouwd als een differentiërende soort ten opzichte van de andere associaties binnen het dotterbloem-verbond, en bepalen heelblaadjes dikwijls het beeld.
Kruidlaag
| Kentaxon | Diff.soort | Presentie | Triviale naam        | Botanische naam           | Opmerking                              |  |
| -------- | ---------- | --------- | -------------------- | ------------------------- | -------------------------------------- |  |
| kA       | -          | > 70%     | rietorchis           | Dactylorhiza praetermissa |                                        |  |
| kA       | -          | > 40%     | gevleugeld hertshooi | Hypericum tetrapterum     |                                        |  |
| kV       | -          | > 70%     | echte koekoeksbloem  | Silene flos-cuculi        |                                        |  |
| kV       | -          | > 30%     | moerasrolklaver      | Lotus pedunculatus        |                                        |  |
| kV       | -          | > 30%     | gewone dotterbloem   | Caltha palustris          |                                        |  |
| kV       | -          | > 30%     | grote ratelaar       | Rhinanthus angustifolius  |                                        |  |
| kV       | -          | > 20%     | tweerijige zegge     | Carex disticha            |                                        |  |
| kO       | -          | > 80%     | kale jonker          | Cirsium palustre          |                                        |  |
| kO       | -          | > 70%     | gewone engelwortel   | Angelica sylvestris       |                                        |  |
| kO       | -          | > 10%     | biezenknoppen        | Juncus conglomeratus      |                                        |  |
| kK       | -          | > 60%     | gestreepte witbol    | Holcus lanatus            |                                        |  |
| kK       | -          | > 50%     | pinksterbloem        | Cardamine pratensis       |                                        |  |
| kK       | -          | > 40%     | veldzuring           | Rumex acetosa             |                                        |  |
| kK       | -          | > 30%     | scherpe boterbloem   | Ranunculus acris          |                                        |  |
| kK       | -          | > 10%     | gewone hoornbloem    | Cerastium fontanum        |                                        |  |
|          | dA         |           | paddenrus            | Juncus subnodulosus       | tov. andere associaties in het verbond |  |
| bg       | -          |           | heelblaadjes         | Pulicaria dysenterica     |                                        |  |
| bg       | -          | > 90%     | gewoon riet          | Phragmites australis      |                                        |  |
| bg       | -          | > 50%     | moeraswalstro        | Galium palustre           |                                        |  |
| bg       | -          | > 50%     | watermunt            | Mentha aquatica           |                                        |  |
| bg       | -          | > 50%     | gewoon reukgras      | Anthoxanthum odoratum     |                                        |  |
| bg       | -          | > 40%     | koninginnekruid      | Eupatorium cannabinum     |                                        |  |
| bg       | -          | > 40%     | echte valeriaan      | Valeriana officinalis     |                                        |  |
| bg       | -          | > 40%     | wolfspoot            | Lycopus europaeus         |                                        |  |
| bg       | -          | > 40%     | ruw beemdgras        | Poa trivialis             |                                        |  |
| bg       | -          | > 30%     | hennegras            | Calamagrostis canescens   |                                        |  |
| bg       | -          | > 30%     | melkeppe             | Peucedanum palustre       |                                        |  |

Moslaag
| Kentaxon | Diff.soort | Presentie | Triviale naam    | Botanische naam            | Opmerking |  |
| -------- | ---------- | --------- | ---------------- | -------------------------- | --------- |  |
| kK       | -          | > 20%     | gewoon haakmos   | Rhytidiadelphus squarrosus |           |  |
| bg       | -          | > 50%     | gewoon puntmos   | Calliergonella cuspidata   |           |  |
| bg       | -          | > 50%     | gewoon dikkopmos | Brachythecium rutabulum    |           |  |

## Fotogalerij

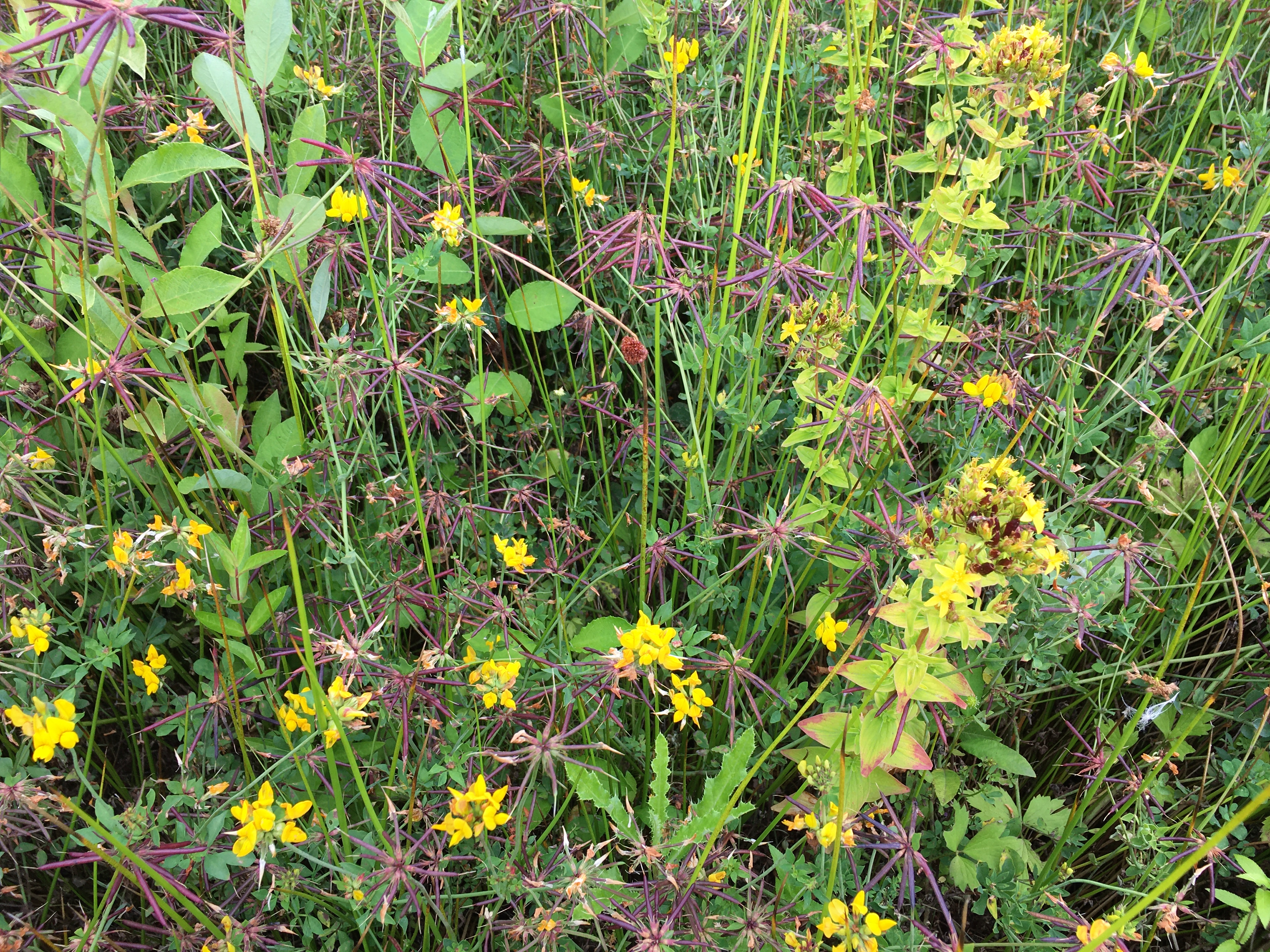
Close-up met onder andere veel vruchtdragende rolklavers